# Kunstteich

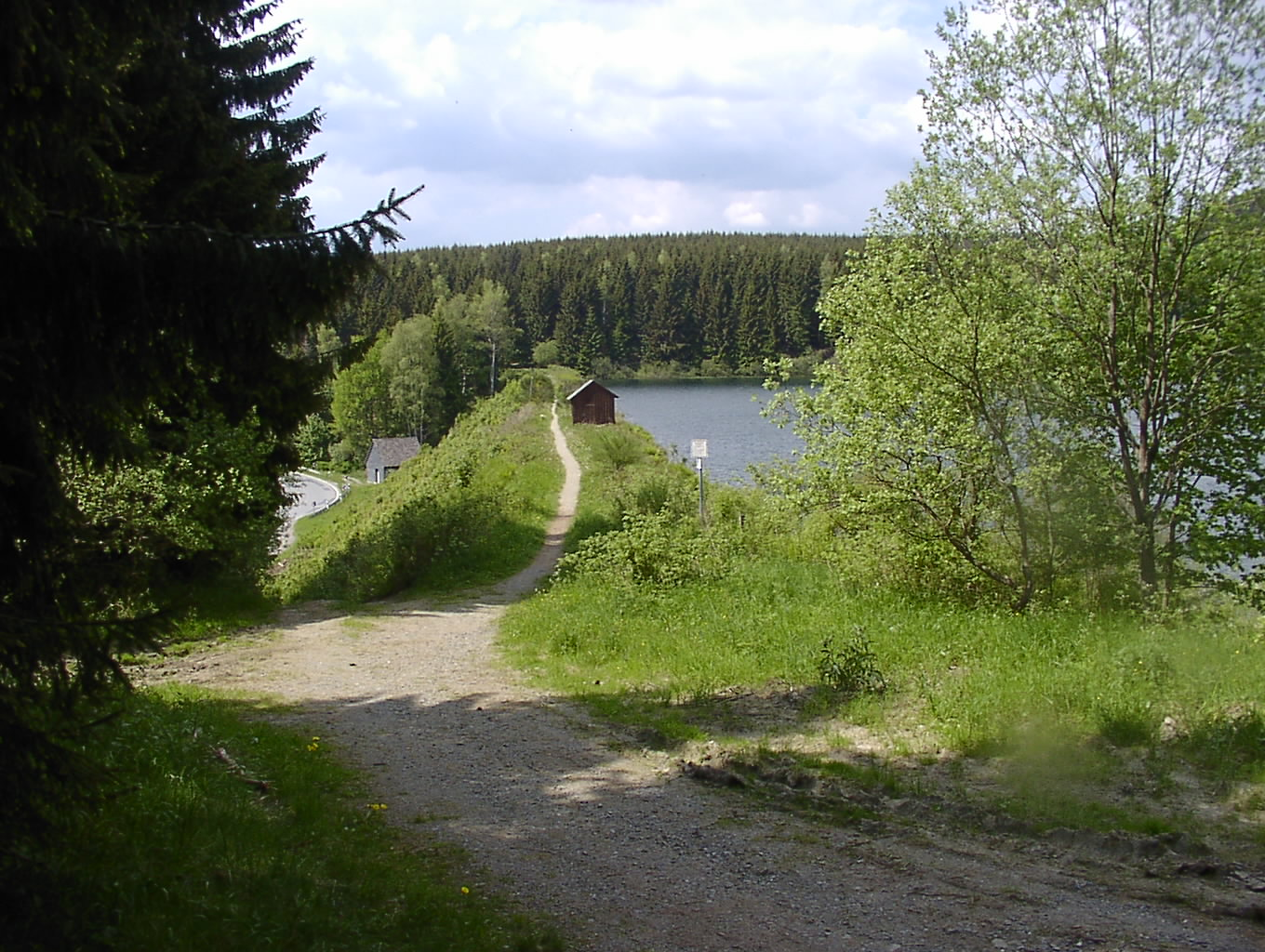
Der Damm des mittleren Kellerhalsteiches, ein Kunstteich des Oberharzer Wasserregales

Ein Kunstteich ist ein Begriff aus dem historischen Bergbau und dessen Technologie. Diese Teiche wurden durch die Errichtung von Absperrbauwerken (Damm, Staumauer) angestaut und dienten der Kraft- und Wasserversorgung des Bergbaus. Mit dem gespeicherten Wasser konnten Wasserräder zum Antrieb von sogenannten Künsten zur Gewinnung mechanischer Energie, zum Beispiel für  Hebeanlagen, zur Wasserhaltung, für Pochwerke oder aber zur Erzwäsche betrieben werden. Im Prinzip handelt es sich bei allen Kunstteichen um kleine Talsperren. Die ältesten noch betriebenen Talsperren in Deutschland sind Kunstteiche.
Die Zuführung und Weiterleitung des Wassers und Verbindungen der Kunstteiche untereinander erfolgt oberirdisch über Kunstgräben und unterirdisch durch so genannte Röschen. Wird das Wasser aus Kunstteichen zur Verhüttung von Erzen verwendet, spricht man auch von Hüttenteichen.
Ein umfangreiches, noch erhaltenes System von Kunstteichen und Röschen ist die Revierwasserlaufanstalt Freiberg im Osterzgebirge im ehemaligen Freiberger Bergbaurevier (10 Teiche). Weitere sehr große Systeme befinden sich im Oberharz um Clausthal-Zellerfeld (Oberharzer Wasserregal, 65 Teiche) sowie im Unterharz um Straßberg (Unterharzer Teich- und Grabensystem, 27 Teiche mit 1,75 Mio. m³ Stauraum).

## Beispiele erhaltener Kunstteiche
- Filzteich (1483–1485), Erzgebirge, Sachsen
- Unterer Großhartmannsdorfer Teich (zwischen 1568 und 1572), Sachsen
- Rotvorwerksteich (1577), Sachsen
- Hüttenteich im Münzbachtal (zwischen 1550 und 1560), Sachsen
- Oberer Großhartmannsdorfer Teich (1591–1593), Sachsen
- Mittlerer Großhartmannsdorfer Teich (1725–1732), Sachsen
- Kunstteich Wettelrode (1728), Harz
- Dörnthaler Teich (ca. 1787 bis 1790), Sachsen
- Obersaidaer Teich (18. Jh.), Sachsen
- Dittmannsdorfer Teich (1826–1828), Sachsen